# Porowatość skały
Porowatość skały lub gruntu – w geologii to zawartość pustych przestrzeni – porów (pory to mikroskopijne otwory w strukturze ciał organicznych lub nieorganicznych).

## Terminy
Pory dzielimy na:
- otwarte – połączone ze sobą (i z powierzchnią skały),
- zamknięte – całkowicie otoczone materiałem skalnym.

Wyróżniamy porowatość:
- efektywną (aktywna, czynna, odkryta) to zawartość porów, które łączą się z sobą i z zewnętrzną powierzchnią skały (czyli porów otwartych), pozwalająca na ruch cieczy poprzez ośrodek,
- zakrytą (izolowana) to zawartość porów zamkniętych,
- ogólną (całkowitą) – suma porowatości odkrytej i zakrytej.

Szczególnym przypadkiem jest porowatość szczelinowa polegająca na obecności szczelin powstałych wskutek pękania lub rozbicia skał poprzednio mniej przepuszczalnych.

## Parametry
Współczynnik porowatości {\displaystyle (k_{p}),} określany też jako porowatość gruntu {\displaystyle (n)} wyraża stosunek objętości porów w próbce materiału porowatego do całkowitej objętości próbki. Można go zapisywać jako wartość niemianowaną lub w procentach, przyjmuje wartości od 0 do 1 (od 0 do 100%).
{\displaystyle k_{p}=n={\frac {V_{p}}{V_{c}}}=1-{\frac {V_{sk}}{V_{c}}}={\frac {e}{1+e}},}
gdzie:
{\displaystyle V_{p}} – objętość porów,
{\displaystyle V_{sk}} – objętość szkieletu,
{\displaystyle V_{c}} – objętość całkowita, {\displaystyle V_{c}=V_{sk}+V_{p}.}
Według niektórych źródeł porowatość określamy jako małą, gdy współczynnik porowatości {\displaystyle k_{p}<5\%,} a wysoką, gdy {\displaystyle k_{p}>20\%.}
Wskaźnik porowatości {\displaystyle (e)} wyraża się stosunkiem objętości porów do objętości szkieletu gruntowego. Zapisuje się go jako wartość niemianowaną, większą od 0
{\displaystyle e={\frac {V_{p}}{V_{sk}}}={\frac {V_{p}}{V_{c}-V_{p}}}={\frac {n}{1-n}}.}

## Metody oznaczania

### Metody laboratoryjne
- metody oznaczania gęstości, a następnie przeliczenia,
- badanie w porozymetrze – umożliwia wyznaczenie porowatości efektywnej, poprzez nasycenie próbki o znanej objętości cieczą o znanej gęstości właściwej.

### Metody terenowe
Oprócz metod laboratoryjnych, porowatość skały można również zmierzyć in situ metodami geofizycznymi:
- metodą elektrometrii wiertniczej,
- metodami radiometrycznymi (neutron – gamma, gamma – gamma),
- profilowaniem akustycznym,
- metodą refleksyjną (pośrednio).